# Aeronca K Scout
L'Aeronca K Scout est un monoplan à aile haute haubanée, biplace côte-à-côte d'école et de tourisme américain de l'entre-deux-guerres.
Apparu en 1937 avec un moteur Aeronca E-113C à double allumage, ce monoplan biplace à cabine fermée et train classique fixe dessiné par Roger Schlemmer fut le véritable successeur du C-3 et fit entrer Aeronca dans l’ère moderne. 397 exemplaires furent construits en 4 versions différentes, la formule évoluant ensuite pour donner le Chief.

## Aeronca K Scout
Le prototype [X17440] effectua son premier vol en 1937. Après avoir obtenu l'Approved Type Certificate 634, cet appareil, vendu 1480 U$ en 1937, fut construit à 344 exemplaires.

## Aeronca KS Sea Scout
Version à flotteur du précédent, 13 exemplaires connus.

## Aeronca KC Scout
Apparu quelques mois après l'Aeronca K (ATC-655), avec un moteur Continental A-40 de 40 ch. 34 exemplaires construits dont quelques KCS Sea Scout à flotteurs. De 1590 U$ en 1937, le prix de cet appareil était tombé à 1295 U$ en 1939.

## Aeronca CF Scout
Couvert par la même certification que le KC Scout (ATC-655) malgré sa désignation, mais avec un moteur Franklin 4AC de 40 ch. 6 exemplaires seulement construits. [NX21355, NX22157, NC22196, NC22304, NC22391, NC23528].

## Quelques survivants
Il existe encore, début 2007, cinq Aeronca K en état de vol aux États-Unis (un autre est en cours de restauration), 1 au Canada et 1 en Grande-Bretagne.